# وسپرم‌فایس
وسپرم‌فایس (به مجاری:  Veszprémfajsz) یک شهرداری در مجارستان است که در ناحیه وسپرم واقع شده‌است. وسپرم‌فایس ۱۱٫۷۴ کیلومتر مربع مساحت و ۲۷۷ نفر جمعیت دارد.